# Ingo Röper
Ingo Röper (* 12. Dezember 1945 in Flintbek) ist ein ehemaliger deutscher Leichtathlet, der – für die Bundesrepublik startend – bei den Europameisterschaften 1969 die Bronzemedaille mit der 4-mal-400-Meter-Staffel gewann (3:03,1 min: Horst-Rüdiger Schlöske, Ingo Röper, Gerhard Hennige, Martin Jellinghaus).
Bereits 1968 hatte er bei den Europäischen Hallenspielen mit der 4-mal-2-Runden-Staffel Silber gewonnen. 1970 wurde er Deutscher Hallenmeister über 400 Meter. Im Freien war der Vizemeistertitel von 1967 seine beste Platzierung, 1969 qualifizierte er sich als Dritter der Deutschen Meisterschaft für die Europameisterschaften. Seine persönliche Bestleistung stellte er 1967 bei der Universiade in Tokio auf, als er in 46,0 s gewann. 
Ingo Röper gehörte dem Sportverein TSV Rot-Weiß Niebüll an, 1967 wechselte er zum USC Mainz. In seiner aktiven Zeit war er 1,90 m groß und wog 82 kg.